# Wehrsteg (München)
Wehrsteg là một cầu cho người đi bộ dài khoảng 170 m bắc ngang sông Isar tại München.
Cầu này chạy trên một đập nước, mà nối Museumsinsel và Praterinsel. Với 10 cổng đập nước, nước có thể được cho chảy từ Große Isar sang Kleine Isar. Wehrsteg hiện thời được xây vào năm 1966. Trực tiếp từ đầu phía Bắc của cầu nối cầu Marianne và Kabelsteg Praterinsel với bờ Tây và Đông của sông Isar.

## Sách báo
- Christine Rädlinger, Landeshauptstadt München, Baureferat (Hrsg.): Geschichte der Münchner Brücken. Verlag Franz Schiermeier, München 2008, ISBN 978-3-9811425-2-5.